# Noel Nosseck
Noel Nosseck (* 10. Dezember 1943 in Los Angeles, Kalifornien) ist ein US-amerikanischer Filmregisseur.

## Leben
Noel Nosseck wurde 1943 in Los Angeles als Sohn von Martin und Hilde Nosseck geboren.
Nosseck begann seine Karriere Mitte der 1960er Jahre als Schnittassistenz bei Fernsehproduktionen. Ab Anfang der 1970er Jahre inszenierte er erste Fernsehspecials und Kurzfilme als Regisseur. Ab 1975 übernahm er auch die Regie größerer Produktionen. Zu Beginn drehte er einige Kinofilme wie Las Vegas Lady oder King of the Mountain. Ab Anfang der 1980er Jahre war fast ausschließlich für Fernsehproduktionen tätig. Anfang der 2000er Jahre zog er sich von der Arbeit als Regisseur zurück.
Er ist Mitglied der Directors Guild of America.
Nosseck und seine Fraue Diane haben drei Söhne.

## Filmografie
- 1975: Fatale Freundschaft (Best Friends)
- 1975: Las Vegas Lady
- 1978: Youngblood
- 1979: Disney-Land (Disneyland, Fernsehserie, 1 Episode)
- 1979: Dreamer
- 1981: King of the Mountain
- 1981: Return of the Rebels (Fernsehfilm)
- 1982: The First Time (Fernsehfilm)
- 1983: Night Partners (Fernsehfilm)
- 1984: Summer Fantasy (Fernsehfilm)
- 1986: Tödliche Hitze – Las Vegas Cop II (Stark: Mirror Image, Fernsehfilm)
- 1986: Downtown (Fernsehserie, 1 Episode)
- 1987: Unser Haus (Our House, Fernsehserie, 1 Episode)
- 1987: A Different Affair
- 1987: Roman Holiday (Fernsehfilm)
- 1988: Aaron’s Way (Fernsehserie, 3 Episoden)
- 1988: Aaron’s Way: The Harvest (Fernsehfilm)
- 1989: Schmutziges Spiel (Full Exposure: The Sex Tapes Scandal, Fernsehfilm)
- 1990: Follow Your Heart (Fernsehfilm)
- 1990: Gegensätze ziehen sich an (Opposites Attract, Fernsehfilm)
- 1991: Die Rache einer Mutter (A Mother’s Justice, Fernsehfilm)
- 1993: Herz in Fesseln (Without a Kiss Goodbye, Fernsehfilm)
- 1993: Leben am seidenen Faden (Born Too Soon, Fernsehfilm)
- 1994: Blut auf schwarzer Seide (French Silk, Fernsehfilm)
- 1995: Burkes Gesetz (Burke’s Law, Fernsehserie, 1 Episode)
- 1995: Mörderische Gier (The Sister-in-Law, Fernsehfilm)
- 1995: Down, Out & Dangerous (Fernsehfilm)
- 1996: Wer hat meine Tochter ermordet? (Justice for Annie: A Moment of Truth Movie, Fernsehfilm)
- 1996: Brutale Liebe – und jeder schweigt (No One Would Tell, Fernsehfilm)
- 1996: Tornado! (Fernsehfilm)
- 1996: What Kind of Mother Are You? (Fernsehfilm)
- 1997: The Killing Secret – Jung, reich, gnadenlos (The Killing Secret, Fernsehfilm)
- 1997: Nightscream – Schrecken der Nacht (NightScream, Fernsehfilm)
- 1998: Die Bestie in Dir (The Fury Within, Fernsehfilm)
- 1999: Ein Hauch von Himmel (Touched by an Angel, Fernsehserie, 1 Episode)
- 1999: Die Invasion der Klapperschlangen (Silent Predators, Fernsehfilm)
- 2000: Der Mann der Anderen (Another Woman's Husband, Fernsehfilm)
- 2000–2003: Charmed – Zauberhafte Hexen (Charmed, Fernsehserie, 3 Episoden)